# José Manuel Fuente
José Manuel Fuente Lavandera (Limanes, 30 september 1945 – Oviedo, 18 juli 1996) was een Spaanse wielrenner. Hij gold als een uitzonderlijk sterk klimmer, in de traditie van zijn landgenoten Loroño, Bahamontes en Jiménez. De excentrieke Spanjaard had bergop een vlijmscherpe demarrage in de benen en volgens generatiegenoot Giovanni Battaglin was Fuente de beste klimmer van zijn tijd.

## Carrière
Zijn beste Ronde van Frankrijk was die van 1973, waar hij niettemin werd overtroffen door Luis Ocaña. In de etappe naar Les Orres, over vijf Alpencols, demarreerde Fuente dertig maal op de Télégraphe en Galibier, maar op de Izoard nam hij niet meer over van Ocaña. Deze kon wegrijden na een lekke band van Fuente en won de rit. Ook verloor Fuente op het laatste moment de strijd om het bergklassement van Pedro Torres. Bij Fuentes debuut in de Ronde van Frankrijk in 1971 had hij al indruk gemaakt met twee ritzeges. Hij had het geluk aan zijn zijde, want in de etappe naar Marseille werd Fuente met elf andere renners buiten tijd gereden door Eddy Merckx, maar mocht nadien toch weer vertrekken.
Na de Ronde van Frankrijk van 1975 moest hij stoppen met fietsen als gevolg van een nieraandoening, maar hij keerde in 1976 voor korte tijd terug in het peloton. Begin 1977 kwam hij definitief niet door de medische keuring. De belangrijkste overwinningen van Fuente zijn twee etappes in de Tour, drie etappes en twee eindzeges in de Vuelta, en negen etappes in de Giro.
Na zijn korte profcarrière werd Fuente in 1979 ploegleider bij de CLAS, toen nog een amateurploeg. Hij leidde deze formatie ook in 1988, gedurende het eerste jaar in het profpeloton. In zijn geboortestreek werd hij geëerd door de herbenoeming van de Alto del Naranco. De berg in Asturië kreeg de naam Cima Fuente. Na zijn overlijden in 1996 werd er een juniorencompetitie ingesteld die zijn naam en bijnaam draagt: El Trofeo José Manuel Fuente "Tarangu".

## Belangrijkste overwinningen
1970
9e etappe Ronde van Catalonië
1971
10e etappe Ronde van Italië
Bergklassement Ronde van Italië
14e en 15e etappe Ronde van Frankrijk
1972
12e etappe Ronde van Spanje
Eind- en bergklassement Ronde van Spanje
14e (deel A) en 17e etappe Ronde van Italië
Bergklassement Ronde van Italië
1973
4e en 5e etappe Ronde van Zwitserland
Eind- en bergklassement Ronde van Zwitserland
19e etappe Ronde van Italië
Bergklassement Ronde van Italië
1974
9e en 13e etappe Ronde van Spanje
Eindklassement Ronde van Spanje
3e, 9e, 11e (deel A), 16e en 20e etappe Ronde van Italië
Bergklassement Ronde van Italië
1976
3e etappe (deel A) Ronde van de Mijnvalleien

## Resultaten in voornaamste wedstrijden
| Jaar | Ronde van Italië | Ronde van Frankrijk | Ronde van Spanje |
| ---- | ---------------- | ------------------- | ---------------- |
| 1970 |                  |                     | 16e              |
| 1971 | 39e (1)          | 72e (2)             | 54e              |
| 1972 | ↑ (2)            |                     | ↑ (1)            |
| 1973 | 8e (1)           | ↑                   |                  |
| 1974 | 5e (5)           |                     | ↑ (2)            |
| 1975 |                  | buiten tijd         | opgave           |

| Jaar | Milaan-San Remo |  | Wereldranglijsten |
| ---- | --------------- |  | ----------------- |
| 1970 |                 |  |                   |
| 1971 |                 |  |                   |
| 1972 | 36e             |  | 6e (SPP)          |
| 1973 |                 |  | 15e (SPP)         |
| 1974 |                 |  | 13e (SPP)         |
| 1975 |                 |  |                   |